# Boeing P-8 Poseidon
Boeing P-8 Poseidon (prej tudi Multimission Maritime Aircraft ali MMA) je dvomotorno reaktivno letalo za protipodmorniško (ASW) in protiladijsko bojevanje (ASUW). Razvilo ga je podjetje Boeing Defense, Space & Security. P-8 ima trup od letala Boeing 737-800ERX. Poseidon naj bi nadomestil turbopropelerske Lockheed P-3 Orion.
Letalo se lahko oboroži s protiladijskimi raketami, manevrirnimi raketami, torpedi, globinskimi bombani in morskimi minami. P-8 lahko tudi odvrže sonarne boje. P-8 lahko deluje skupaj z brezpilotnim zrakoplovom Northrop Grumman MQ-4C Triton. 
Glavni uporabnik bo Ameriška mornarica, je pa tudi Indijska mornarica naročila nekaj letal, ki imajo oznako P-8I Neptune. Avstralija tudi razmišlja o naročilu.

## Tehnične specifikacije (P-8A)
Podatki iz U.S. Navy, Boeing, and others
Splošne karakteristike
- Posadka: 2 pilota, 7 članov, ki operirajo sisteme
- Dolžina: 129 ft 5 in (39,47 m)
- Razpon kril: 123 ft 6 in (37,64 m)
- Višina: 42 ft 1 in (12,83 m)
- Teža praznega letala: 138300 lb (62730 kg)
- Maks. vzletna teža: 189200 lb (85820 kg)
- Pogon letala: 2 × CFM56-7B turbofan, 27000 lbf (120 kN) vsak

 Zmogljivost 
- Maks. hitrost: 490 vozlov (907 km/h)
- Potovalna hitrost: 440 vozlov (815 km/h)
- Doseg: 1200 nmi (2222 km) 4 ure patruliranja
- Višina leta: 41000 ft (12496 m)

Oborožitev

- 5 notranjih in 6 zunanjih nosilcev, protiladijske rakete AGM-84H/K SLAM-ER, AGM-84 Harpoon, Mark 54 torpedo, morske mine in drugo[9]

Letalska elektronika

- Raytheon APY-10 multi-mission surface search radar
- (Advanced Airborne Sensor surface search radar in SIGINT sistem [10])